# Opius barrioni
Opius barrioni är en stekelart som beskrevs av Fischer 1987. Opius barrioni ingår i släktet Opius och familjen bracksteklar. Inga underarter finns listade i Catalogue of Life.